# 핀초-볼링거 논쟁

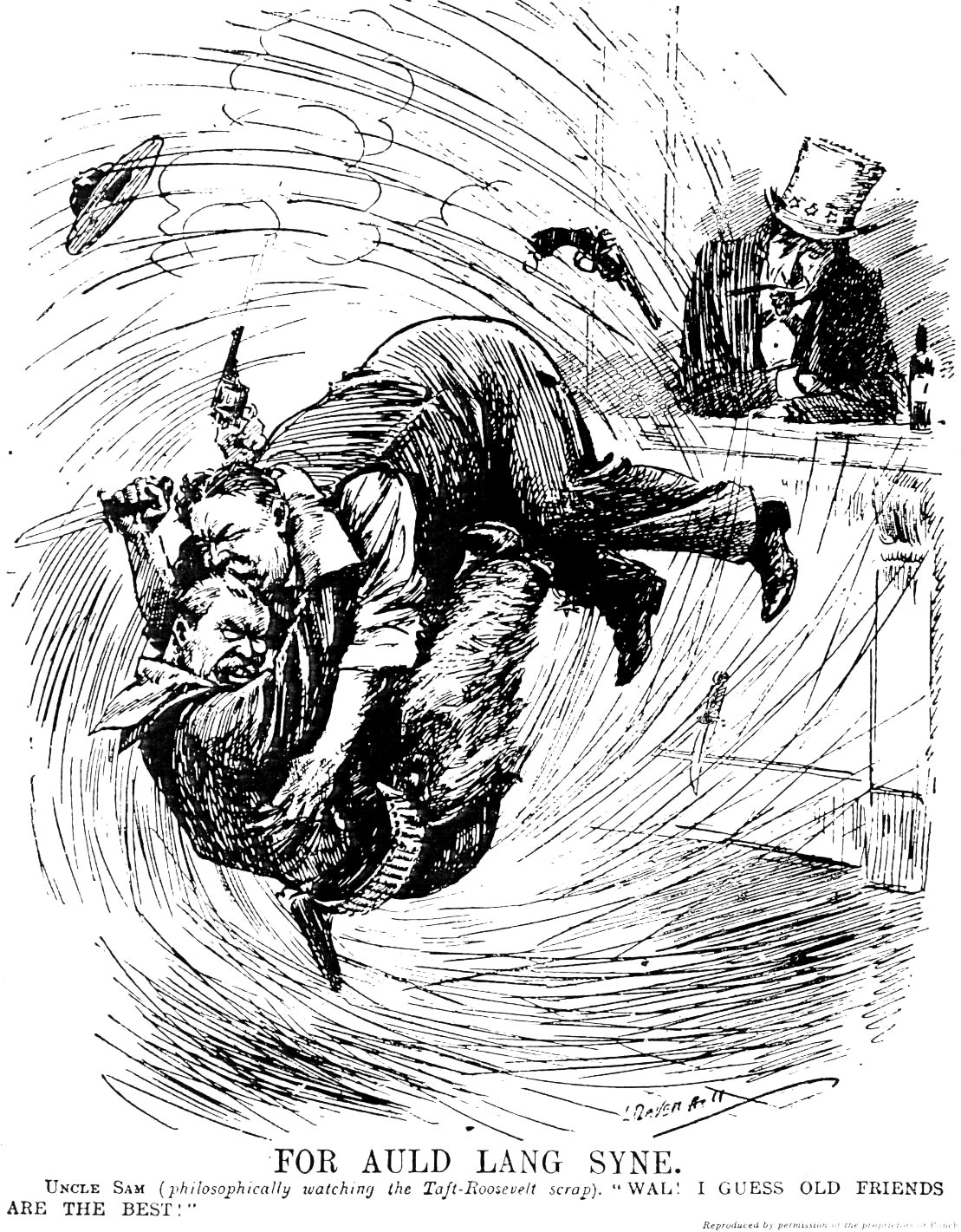
1912년 5월 펀치 지에 태프트(위)와 루스벨트(카우보이 복장)가 칼과 총을 들고 제한 없는 싸움을 벌이는 모습이 묘사되어 있다.

핀초-볼링거 논쟁(영어: Pinchot–Ballinger controversy)은 "볼링거 사건"이라고도 알려져 있으며, 연방 정부가 민간 기업에 수자원 통제권을 허용해야 하는지, 아니면 자본주의적 탐욕으로부터 황야를 보호하기 위해 이를 차단해야 하는지에 대해 미국 정부 고위 관리들 간에 벌어진 분쟁이다. 1909년부터 1910년 사이에 이 분쟁은 리처드 볼링거를 지지하는 윌리엄 하워드 태프트 대통령과 기퍼드 핀초를 지지하는 전 대통령 시어도어 루스벨트 간의 싸움으로 확대되었다. 핀초와 그의 동맹자들은 볼링거가 옛 고객을 돕고 대기업을 홍보하기 위해 범죄 행위를 저질렀다고 비난했다. 볼링거는 결국 무죄를 선고받았지만, 크게 보도된 이 분쟁은 공화당 내의 분열을 심화시켰다. 태프트는 1912년에 공화당을 장악했지만, 루스벨트는 제3의 "진보" 정당을 시작했다. 태프트와 루스벨트 모두 1912년 대통령 선거에서 패배했고, 민주당의 우드로 윌슨이 승리했다.
루스벨트의 가까운 친구였던 핀초는 농업부 산림청장이었다. 리처드 A. 볼링거는 별도의 내각 부서인 내무장관이었다. 루스벨트는 1908년에 자신의 주요 정책에 태프트가 완전히 동의한다고 생각하여 태프트를 후임자로 선택했다. 루스벨트는 1909년 초에 미국을 떠났다. 루스벨트의 친구들은 태프트에 대한 적대적인 메시지를 그에게 쏟아냈고, 루스벨트는 1910년에 자신이 후원한 사람이 자신을 배신했다고 확신하며 돌아왔다. 이 불화는 1910년에서 1914년 사이의 국가적 정치적 연합과 20세기 초의 환경 보존 운동을 정의하는 데 도움이 되었다.

## 볼링거의 임명
1909년 3월, 윌리엄 하워드 태프트 대통령은 시어도어 루스벨트의 내무장관인 제임스 루돌프 가필드를 시애틀의 전 시장이자 가필드 장관 밑에서 일반토지국(GLO)의 판무관을 지낸 리처드 A. 볼링거로 교체하면서 행정부를 시작했다. 볼링거의 임명은 보존주의자들에게 실망을 안겨주었다. 그들은 가필드의 교체를 루스벨트 행정부의 보존주의 정책과의 단절로 해석했다. 취임 몇 주 만에 볼링거는 가필드의 정책 일부를 뒤집어 300만 에이커(12,000 km²)를 개인 사용으로 되돌렸다.

## 핀초와 글래비스의 주장

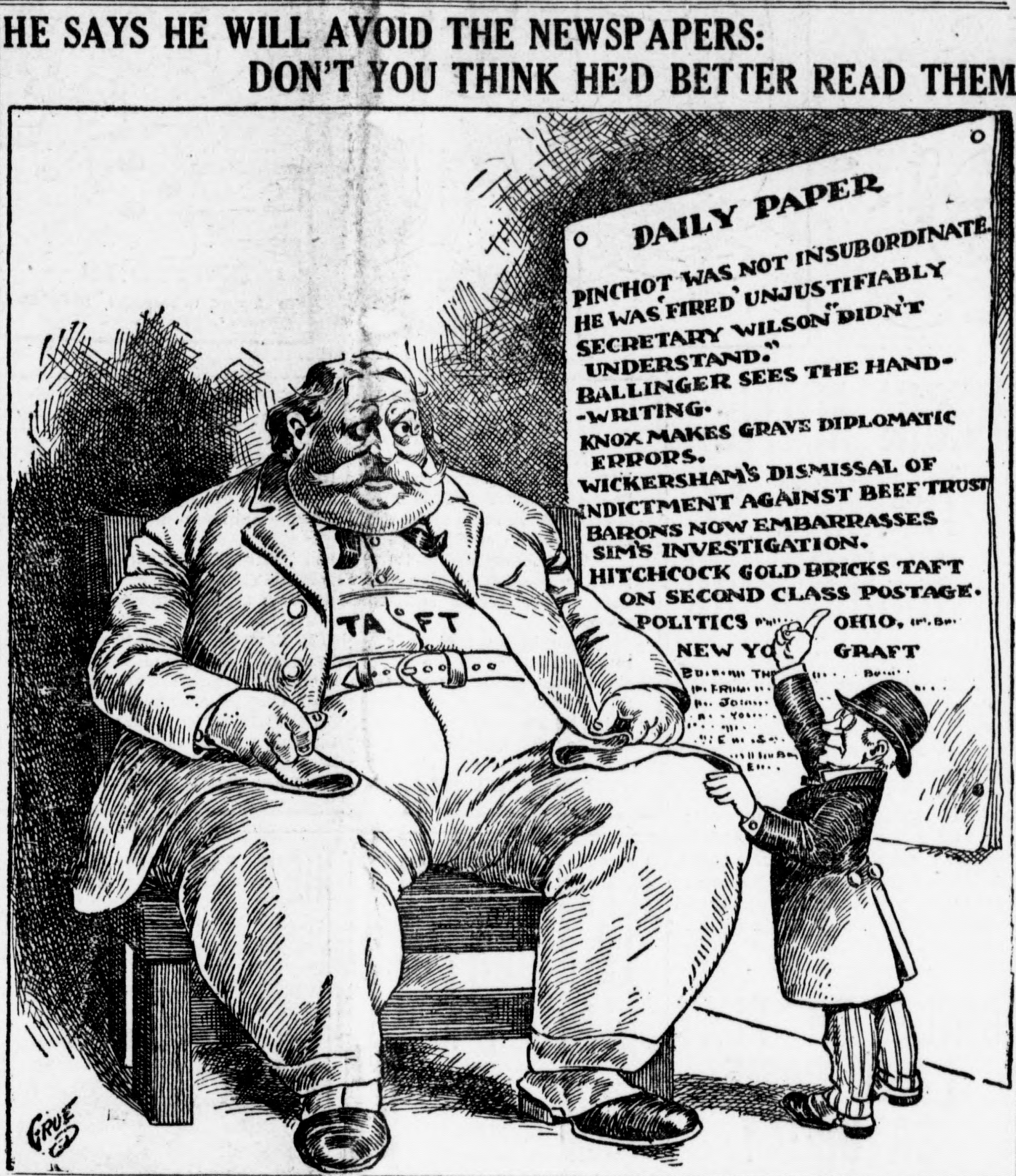
태프트 대통령을 조롱하는 그루 만화(1910년 3월 8일)

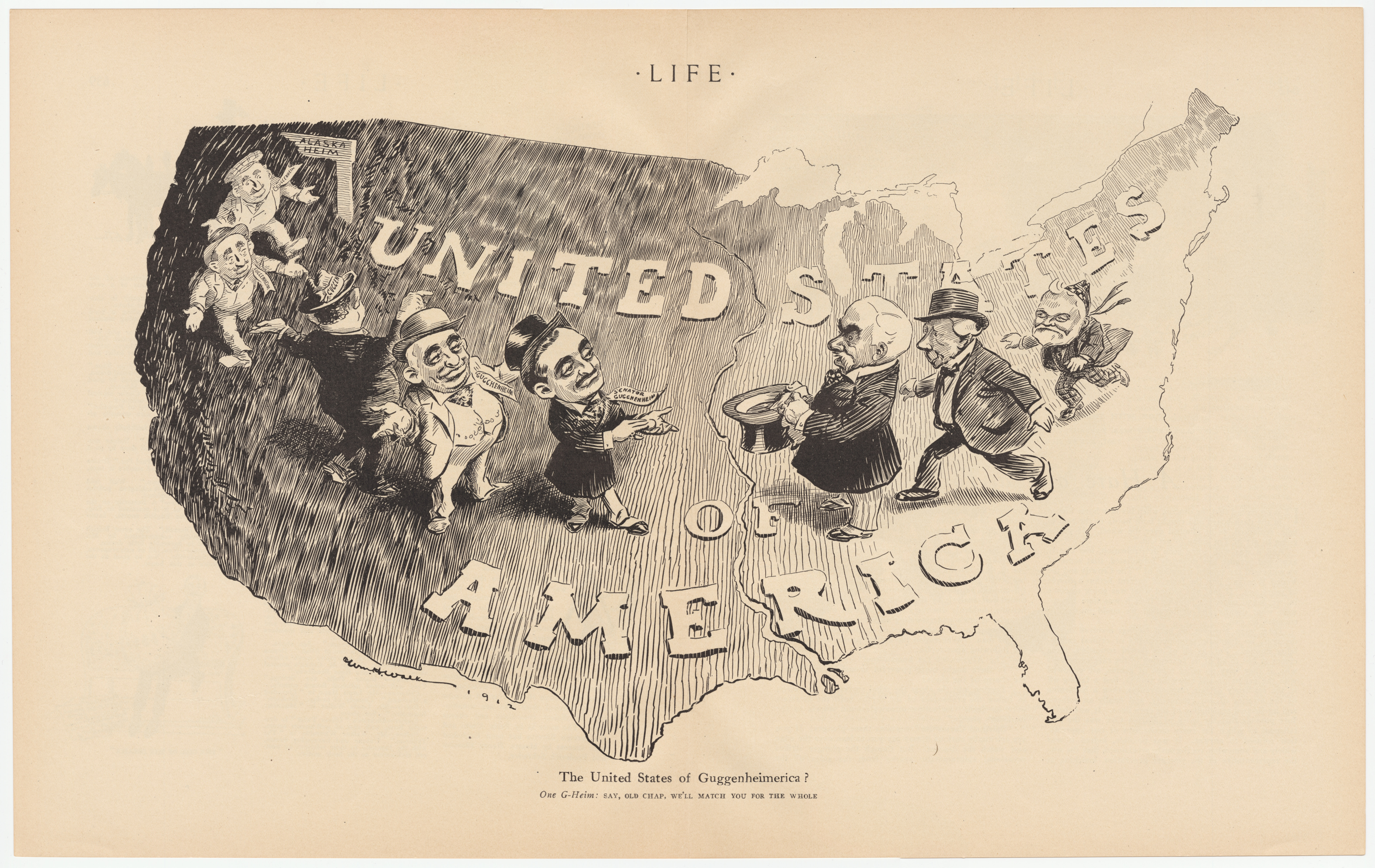
라이프 매거진에 실린 이 1912년 풍자 정치 만화는 핀초-볼링거 논쟁에서 유래했다. 지도 서쪽의 다섯 구겐하임은 J. P. 모건, 존 D. 록펠러, 앤드루 카네기에게 월스트리트에서 금을 제공하여 "구겐하이메리카 합중국"을 만들고 싶어하는 유대인으로 묘사되어 있다.

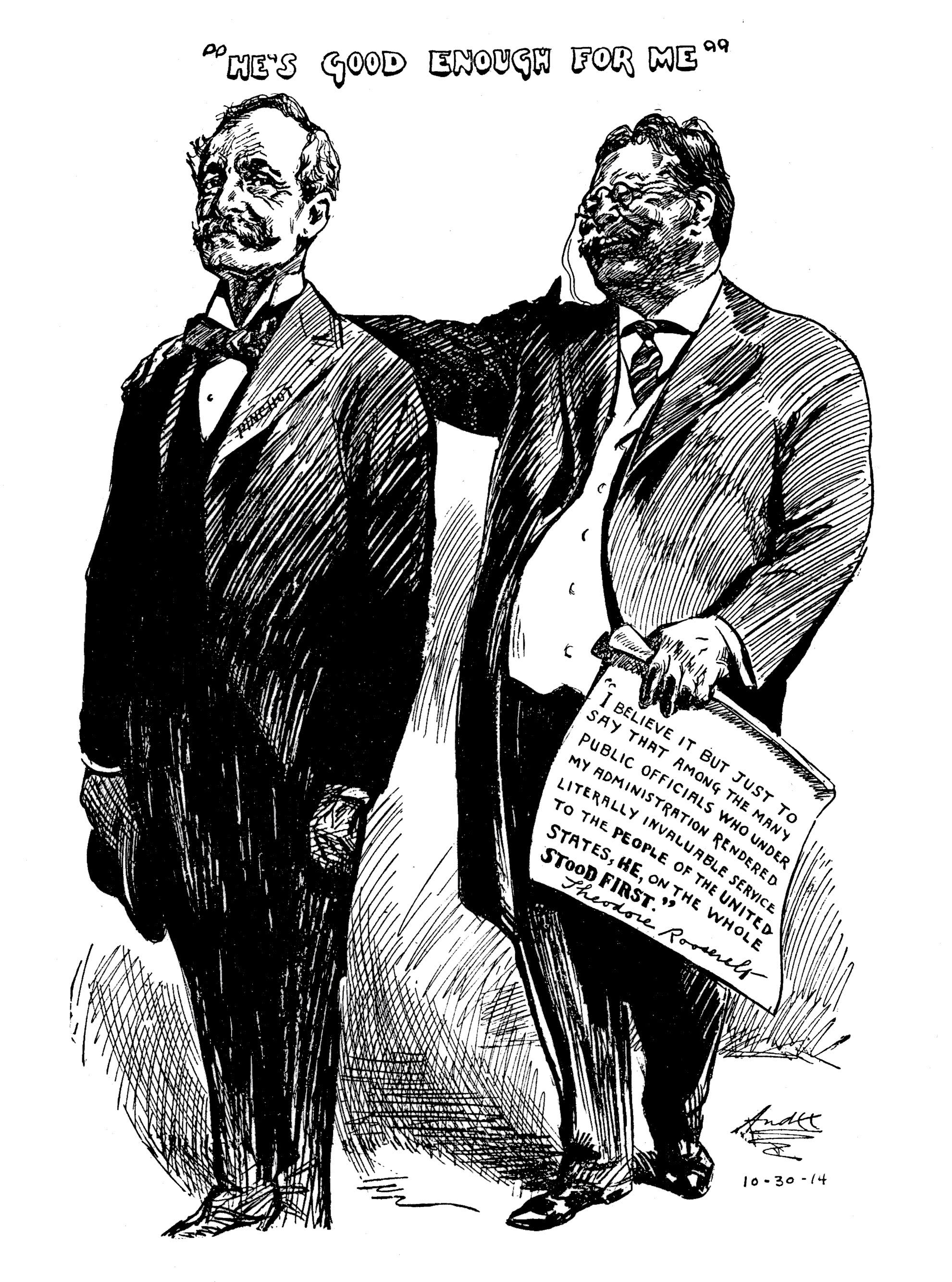
시어도어 루스벨트가 기퍼드 핀초를 칭찬하는 모습(1914년)

기퍼드 핀초는 1898년 윌리엄 매킨리 대통령에 의해 미 농무부 산림국의 수장으로 임명되었으며, 1905년 미국 일반토지국(GLO)으로부터 삼림 보호구역 관리를 인수한 이후 산림청을 운영해 왔다. 1909년 그는 볼링거가 대기업이 주요 수원을 장악하는 것을 막기 위해 퇴임하는 루스벨트 대통령이 마지막으로 취했던 조치들을 뒤집고 있다고 확신하게 되었다. 그는 볼링거가 "보존 운동을 중단시키려 한다"고 말했다. 1909년 8월, 스포캔에서 열린 전국 관개 회의 연례 회의에서 그는 볼링거가 수력 발전 문제 처리에서 사적 신탁 편을 들었다고 비난했다. 한편 오리건 주 포틀랜드에 있는 GLO 현장 부서의 책임자인 루이스 글래비스는 의심을 품게 되었다. 그는 볼링거 장관이 커닝햄 사건 조사를 방해하는 데 개인적인 재정적 이익을 가지고 있다고 확신하게 되었다. 글래비스는 핀초에게 지원을 요청했고, 핀초는 추가치 국유림에 대한 관할권을 가지고 있었으며, 여기에는 커닝햄의 주장 중 일부가 포함되어 있었다. 글래비스는 알렉산더 쇼, 오버턴 프라이스, 핀초로부터 동정적인 반응을 얻었으며, 이들은 그가 태프트에게 발표할 자료를 준비하는 데 도움을 주었다.
핀초는 이제 태프트 대통령과 글래비스 간의 만남을 주선했다. 핀초와 글래비스는 태프트에게 알래스카의 탄광 채굴권 처리에서 볼링거가 부적절한 이익을 취했다는 50페이지짜리 보고서를 제출했다. 글래비스는 볼링거가 재직 중에 커닝햄을 도왔다고 (증거 없이) 주장했다. 글래비스는 볼링거가 일반토지국 국장으로, 그리고 나중에는 내무장관으로 재직하면서 클라렌스 커닝햄이 매입한 탄광 채굴권에 대한 조사를 중단시키려 했다고 말했다. 1907년, 커닝햄은 알래스카의 석탄 이권을 개발하기 위해 모건-구겐하임 "알래스카 신디케이트"와 파트너십을 맺었다. GLO는 글래비스가 이끄는 반독점 조사를 시작했다. 당시 GLO의 수장이었던 볼링거는 글래비스의 조사 결과를 거부하고 그를 조사에서 제외시켰다.

## 해고, 조사, 그리고 심화되는 논쟁
태프트는 9월에 볼링거의 무죄를 선언하고 불복종을 이유로 글래비스의 해고를 승인하는 공개 서한을 발표하기 전에 법무장관 조지 위커샴과 상의했다. 동시에 태프트는 핀초를 회유하고 자신의 행정부가 보존 지향적임을 확인하려 했다.
글래비스는 자신의 사건을 언론에 공개했다. 11월에 콜리어스 위클리는 그의 주장을 상세히 설명하는 "볼링거의 은폐: 구겐하임이 내무부를 장악하고 있는가?"라는 제목의 기사를 게재했다.
1910년 1월, 핀초는 조나단 P. 돌리버 상원의원에게 공개 서한을 보냈고, 돌리버는 이를 의회 의사록에 읽어들였다. 핀초는 글래비스를 "애국자"라고 칭찬하며 태프트를 공개적으로 비난하고 볼링거의 거래의 적절성에 대한 의회 청문회를 요청했다. 핀초는 즉시 해고되었지만, 1월부터 5월까지 미국 하원은 볼링거에 대한 청문회를 개최했다. 볼링거는 어떠한 잘못도 없다고 판명되었지만, 그럼에도 불구하고 그는 보존주의보다 사기업과 천연자원 개발을 선호한다는 비난을 받았다.

## 결과
루스벨트의 가까운 친구인 핀초의 해고는 공화당 내 많은 진보주의자들을 소외시키고 태프트와 루스벨트 자신 사이에 균열을 일으켜 1912년 대통령 선거에서 공화당이 분열되는 결과를 낳았다. 이 충돌은 보존 운동에 장기적인 영향을 미쳤는데, 이는 계급 갈등의 차원에 대한 오해를 퍼뜨렸기 때문이다. 고정관념과는 달리, 많은 사업가들이 보존 프로그램을 지지했고 많은 농민과 노동자들이 반대했다. 게다가 내무부, 농무부, 육군 공병대 사이의 목표는 상당 부분 겹쳤다.

## 조사
헨리 F. 프린글은 1939년 태프트 전기에서 볼링거를 복수심에 불타는 루스벨트 충성파와 그들의 비난에 속도를 붙인 황색언론의 무고한 희생자로 묘사했다. 
수천 페이지에 달하는 증거를 검토하면 공정한 독자는 볼링거가 광신에 의해 조장되고 나쁜 저널리즘에 의해 육성된 공격의 희생자라는 결론에 도달할 수밖에 없다. 그러나 핀초, 글래비스, 햅굿([콜리어스 위클리]), 설리번([콜리어스] 역시), 마르세 헨리 (루이빌 쿠리어-저널의 헨리 워터슨) 등은 1909년과 1910년에 볼링거에 대한 평결을 내렸고, 대중의 상당 부분이 그들이 정당하게 말했다고 믿었다.
프랭클린 루스벨트 밑에서 내무장관을 지낸 해럴드 L. 이커스는 프린글과 비슷한 결론에 도달했다. 이커스는 자신의 조사 결과를 더 새터데이 이브닝 포스트에 대중적인 글로 발표했다. 공식 조사를 거쳐 그의 조사 결과는 볼링거의 무죄를 주장하고 핀초를 볼링거가 사망한 후에도 그를 무자비하게 추적한 복수심에 불타는 명예 추구자로 묘사하는 58페이지 보고서로 확장되었다.

## 내용주
1. ↑  James Penick, Jr., Progressive Politics and Conservation. The Ballinger-Pinchot Affair (U  of Chicago Press, 1968), is the fullest scholarly history.
2. ↑  
Ganoe, John T. (September 1934), “Some Constitutional and Political Aspects of the Ballinger–Pinchot Controversy”, 《The Pacific Historical Review》 3 (3): 323–333, doi:10.2307/3633711, JSTOR 3633711
3. ↑  Smith (1971) p. 267.
4. ↑  
Miller, Char (2001). 《Gifford Pinchot and the Making of Modern Environmentalism》. 아일랜드 프레스. 208–211쪽. ISBN 1-55963-822-2.
5. ↑  Lewis L. Gould, Four Hats in the Ring: The 1912 Election and the Birth of Modern American Politics (2008) pp 11–13.
6. ↑  Goodwin, Doris Kearns (2013). 《The Bully Pulpit: Theodore Roosevelt, William Howard Taft, and the Golden Age of Journalism》. New York: Simon & Schuster. 610쪽. ISBN 978-1-4165-4786-0.
7. ↑  Samuel P. Hays, Conservation and the gospel of efficiency: The progressive conservation movement, 1890–1920 (1969) pp.173–174.
8. ↑  Pringle, Henry F., The Life and Times of William Howard Taft, Vol.1, p.473 (New York, Farrar & Rinehart, 1939) (retrieved Dec. 30, 2023).
9. ↑  Ickes, Harold L. (1940년 5월 25일). “Not Guilty! Richard A. Ballinger -- An American Dreyfus”. 《Saturday Evening Post》.
10. ↑  Ickes, Harold L., Not guilty: an official inquiry into the charges made by Glavis and Pinchot against Richard A. Ballinger, secretary of the interior, 1909-1911, p.3 (Washington, 미국 정부 인쇄국, 1940) (retrieved Dec. 30, 2023).

## 더 읽어보기
- Fausold, Martin L.  Gifford Pinchot: Bull Moose Progressive (1961)
- Ickes, Harold LeClair. Not Guilty: An Official Inquiry Into the Charges Made by Glavis and Pinchot Against Richard A. Ballinger, Secretary of the Interior, 1909-1911 (US Government Printing Office, 1940) Ickes was Secretary of the Interior under Franklin Roosevelt. online
- McGeary, M. Nelson. Gifford Pinchot: Forester-Politician (1961, reprinted 2015, Princeton University Press), pp 118–189. online
- Penick, James L. Jr. "The age of the Bureaucrat: Another view of the Ballinger-Pinchot controversy," Forest History Newsletter (Jan 1963), Vol. 7 Issue 1/2, pp. 15-20.
- Penick, James Lal. "Louis Russell Glavis: A Postscript to the Ballinger-Pinchot Controversy." Pacific Northwest Quarterly 55.2 (1964): 67-75.
- Penick, Jr., James,  Progressive Politics and Conservation. The Ballinger-Pinchot Affair (University of Chicago Press, 1968), a standard scholarly history.
- Ponder, Stephen. " 'Nonpublicity' and the Unmaking of a President: William Howard Taft and the Ballinger-Pinchot Controversy of 1909–1910." Journalism History 19.4 (1994): 111-120.
- Simpson, Edgar. " 'Predatory Interests' and 'The Common Man' Scripps, Pinchot, and the Nascent Environmental Movement, 1908 to 1910." Journalism History 39.3 (2013): 145-155.

### 주요 출처
- Smith, Frank E. ed. Conservation in the United States: A documentary history: Land and Water 1900-1970 (Chelsea House, 1971) pp 241–280.